# デンバー累層
デンバー累層（Denver Formation）はコロラド州デンバーのデンバー盆地の中部に位置する地層。年代は白亜紀後期マーストリヒチアンから暁新世にかけ、K-Pg境界の大量絶滅前後の堆積物を含む
この地層は恐竜を含む古生物化石で知られる。また重要な水源である淡水層も含まれる。

## 年代と古生物学
デンバー累層はK-Pg境界をまたいでいる。上層の溶岩帯は放射線年代測定では6200万～6400万年前と見積もられた。それは暁新世にあたる。K-Pg境界は下部に位置し、その堆積物はゴールデンの町の近くのサウステーブルマウンテンにおいて顕著で特徴的である。
植物と脊椎動物の化石がデンバー盆地の暁新世メガフローラに含まれている。カメと哺乳類がしばしば見つかる。恐竜化石は下部の白亜紀後期の層に保存されている。

## 厚さと堆積学

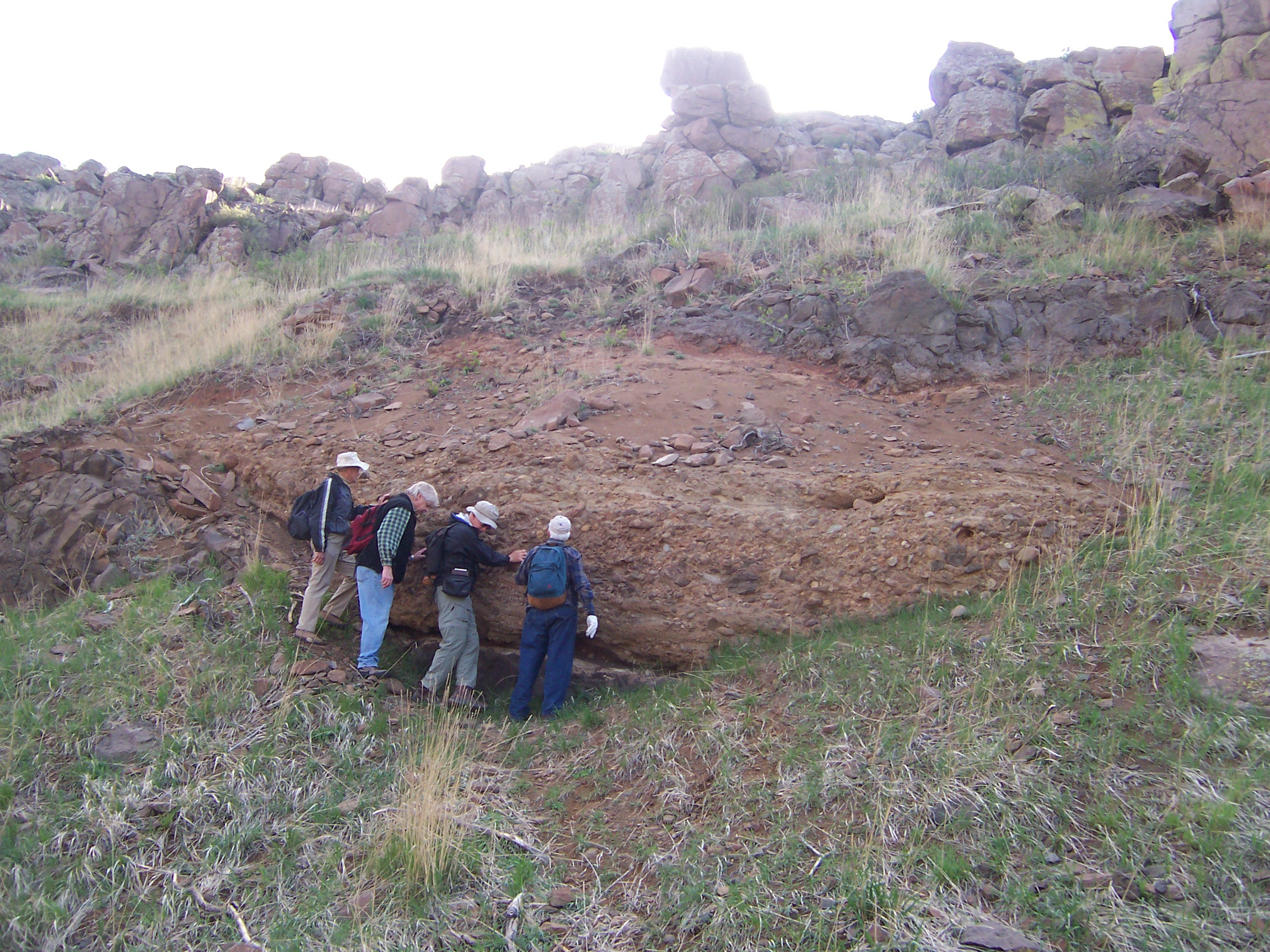
ノーステーブルマウンテンのデンバー累層で太古の川を調べる地質学者たち

デンバー累層は、成長するロッキーマウンテンフロントレンジの麓に堆積された扇状地、河川、および護岸堆積物からなる 。デンバー盆地中央部での厚さは600フィート（180 m）から1,580フィート（480 m）である 。それは主に明るい灰褐色のレンチキュラー状の相で、ゆるやかにセメント化されたケイ質粘土、泥岩、石灰岩、凝灰岩の砂岩から成り、いくつかの地域では安山岩質の礫岩で構成されている。下層の石炭と炭素頁岩の床は、いくつかの地域で上部500フィート（150 m）に見られる。石炭層と炭素頁岩はいくつかのエリアの500m以上の上層に見られる。
コロラド州ゴールデン近郊の北および南テーブルマウンテンのデンバー累層上部には、いくつかの古第三紀前期の溶岩が存在する。北西の数マイルに位置する侵入モズゾーンの本体であるラルストン・ダイク（Ralston Dike）は、おそらく噴火が起こった火山噴出口を表している。一般に玄武岩と呼ばれ、モズナイト（一番下のフロー）と亜硝酸塩（上2つのフロー）のどちらかに分類され、またはショショナイト（ショション岩）として分類される。それらには輝石、斜長石、オリビン、蛇紋石が含まれ、サニジン、オルソクレアーゼ、アパタイト、マグネタイトおよび黒雲母が散在する。このフローの1つには、アナンシウム、トムソナイト、メゾライト、カバザイトなどの様々なゼオライト鉱物が含まれている。

## 白亜紀の脊椎動物相

### 鳥盤類
| デンバー累層から報告されている鳥盤類 | デンバー累層から報告されている鳥盤類 | デンバー累層から報告されている鳥盤類 | デンバー累層から報告されている鳥盤類 | デンバー累層から報告されている鳥盤類 | デンバー累層から報告されている鳥盤類 | デンバー累層から報告されている鳥盤類 |
| 属                                   | 種                                   | 場所                                 | 層序                                 | 標本                                 | メモ                                 | 画像                                 |
| ------------------------------------ | ------------------------------------ | ------------------------------------ | ------------------------------------ | ------------------------------------ | ------------------------------------ | ------------------------------------ |
| キオノドン                           | C. arctatus                          |                                      |                                      | "上顎骨の破片、脊椎、後頭骨の破片"   | よく知られていないハドロサウルス類   |                                      |
| エドモントサウルス                   | 種不明                               |                                      |                                      |                                      |                                      |                                      |
| パキケファロサウルス                 | 種不明                               |                                      |                                      |                                      |                                      |                                      |
| ポリオナクス                         | P. mortuarius                        |                                      |                                      | "角の断片、脊椎" (模式標本)          | ケラトプス類の疑問名                 |                                      |
| トリケラトプス                       | T. galeus                            |                                      |                                      | "鼻角"                               | ケラトプス類の疑問名                 |                                      |
| トリケラトプス                       | 種不明                               |                                      |                                      |                                      |                                      |                                      |

### 獣脚類
| デンバー累層から報告されている獣脚類 | デンバー累層から報告されている獣脚類 | デンバー累層から報告されている獣脚類 | デンバー累層から報告されている獣脚類 | デンバー累層から報告されている獣脚類 | デンバー累層から報告されている獣脚類 | デンバー累層から報告されている獣脚類 |
| 属                                   | 種                                   | 場所                                 | 層序                                 | 標本                                 | メモ                                 | 画像                                 |
| ------------------------------------ | ------------------------------------ | ------------------------------------ | ------------------------------------ | ------------------------------------ | ------------------------------------ | ------------------------------------ |
| アウブリソドン                       | A. mirandus                          |                                      |                                      |                                      | よく知られていないティラノサウルス類 |                                      |
| オルニトミムス                       | O. velox                             |                                      |                                      |                                      |                                      |                                      |
| ティラノサウルス                     | T. rex                               |                                      |                                      |                                      |                                      |                                      |